# Garcinia pictoria
Garcinia pictoria là một loài thực vật có hoa trong họ Bứa. Loài này được Buch.-Ham. mô tả khoa học đầu tiên năm 1826.